# Kader Amadou Dodo
Kader Amadou Dodo oder auch Kader Amadou (* 5. April 1989 in Niamey) ist ein nigrischer Fußballnationalspieler.
Amadou spielte in seiner Jugend für den nigrischen Verein Olympic Niamey. Von dort gelang ihm der Sprung in den Profikader des Vereins. Nach zwei Spielzeiten wechselte er 2009 zum Rivalen ASFAN Niamey. Durch seine guten Leistungen dort wechselte er 2010 zum nigerianischen Verein Cotonsport Garoua. Dort blieb er nur eine Saison und ging zurück zum Jugendverein Olympic Niamey. Seit 2015 spielt er für AS SoNiDeP und gewann mit dem Verein 2018 und 2019 die Meisterschaft, wie bereits 2010, 2011 und 2012 mit seinen damaligen Vereinen.
Sein Debüt für die nigrische Auswahl gab er 2006 und bestritt bis zum Afrika-Cup 2013 mindestens 17 Länderspiele.